# Гояс (футбольний клуб)
Гояс (порт. Goiás Esporte Clube) — бразильський футбольний клуб з міста Ґоянія, штат Гояс. Був заснований 6 квітня 1943 року. Це один з найбільших клубів у Центрально-західній частині Бразилії і є одним із найсильніших і найтитулованіших у своєму штаті, 21 раз клуб ставав чемпіоном (інші відомі команди штату — «Віла-Нова» (15) та «Атлетіко Гоіяніенсе» (9)). У 1998 році «Гояс» став членом Клубу Тринадцяти, організації найпопулярніших і найтитулованіших клубів Бразилії. У 2005 був досягнутий найвищий результат — 3 місце в чемпіонаті Бразилії і путівка в Кубок Лібертадорес.
Стадіоном клубу є Serrinha, з максимальною місткістю 10 000 чоловік. Однак, «Гояс» грає кілька матчів на стадіоні Estádio Serra Dourada, побудований в 1975 році, з максимальною місткістю 54 048 осіб.
У 2010 році команда вибула до Серії B за дві гри до кінця чемпіонату. Але попри це досягла свого першого фіналу на міжнародному рівні — Південноамериканський кубок.

## Досягнення
- Чемпіон Серії B: 1
  - 1999
- Чемпіон штату Гояс: 22
  - 1966, 1971, 1972, 1975, 1976, 1981, 1983, 1986, 1987, 1989, 1990, 1991, 1994, 1996, 1997, 1998, 1999, 2000, 2002, 2003, 2006, 2009
- Фіналіст Кубка Бразилії: 1
  - 1990

## Відомі гравці
- Графіте
- Деян Петкович
- Андре Круз
- Маріо Жардел
- Жозуе
- Алоізіо
- Веллітон